# Acero corten

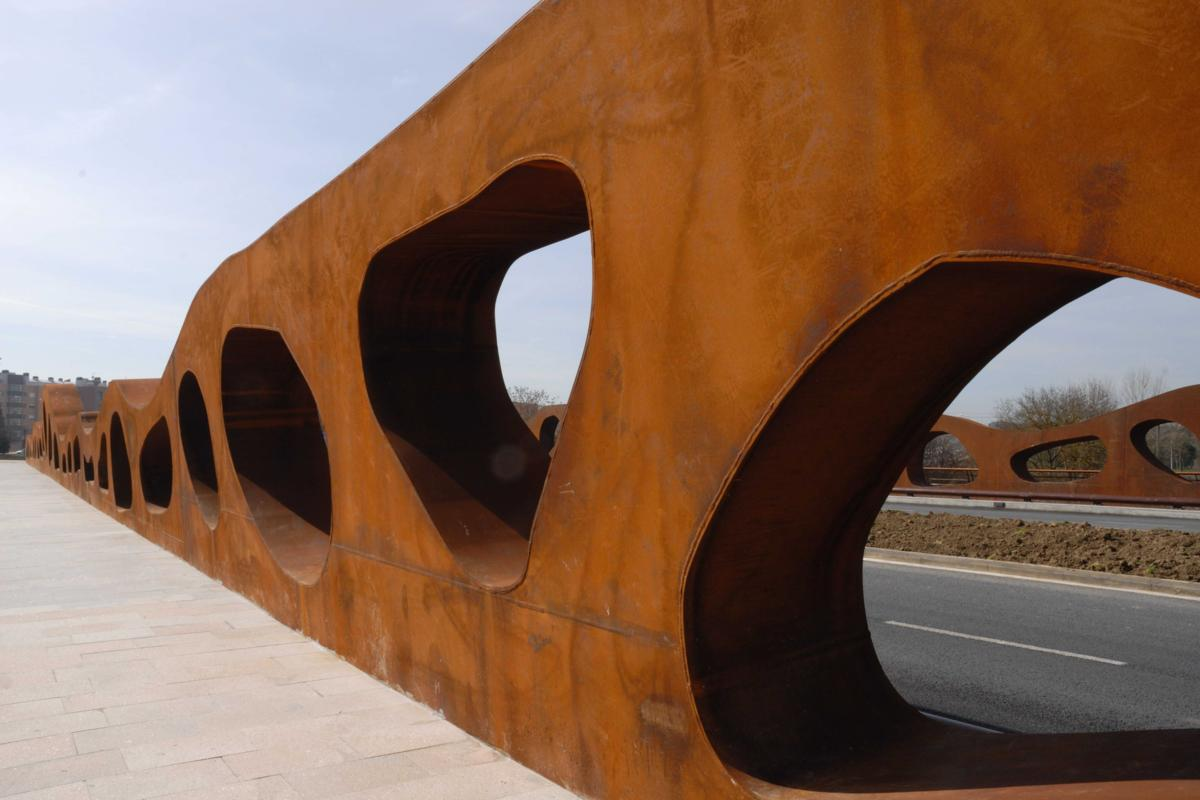
Puente de Abechuco, Vitoria (España)

El acero autopatinable también conocido comercialmente en España como Corten o Cor-ten, COR-TEN o ENSACOR, es un tipo de acero realizado con una composición química que hace que su oxidación tenga unas características particulares que protegen la pieza realizada con este material frente a la corrosión atmosférica sin perder prácticamente sus características mecánicas. La denominación del acero es un neologismo por metonimización de la marca registrada de la United States Steel Corporation COR-TEN,  aunque en 2003 la USS vendió su negocio de chapa discreta a la International Steel Group (ahora Arcelor-Mittal). Es muy frecuente encontrar otros tipos de acero hiper-oxidados artificialmente y que estos reciban el nombre de acero corten, pero no hay que olvidar que este tiene una composición específica.

## Historia

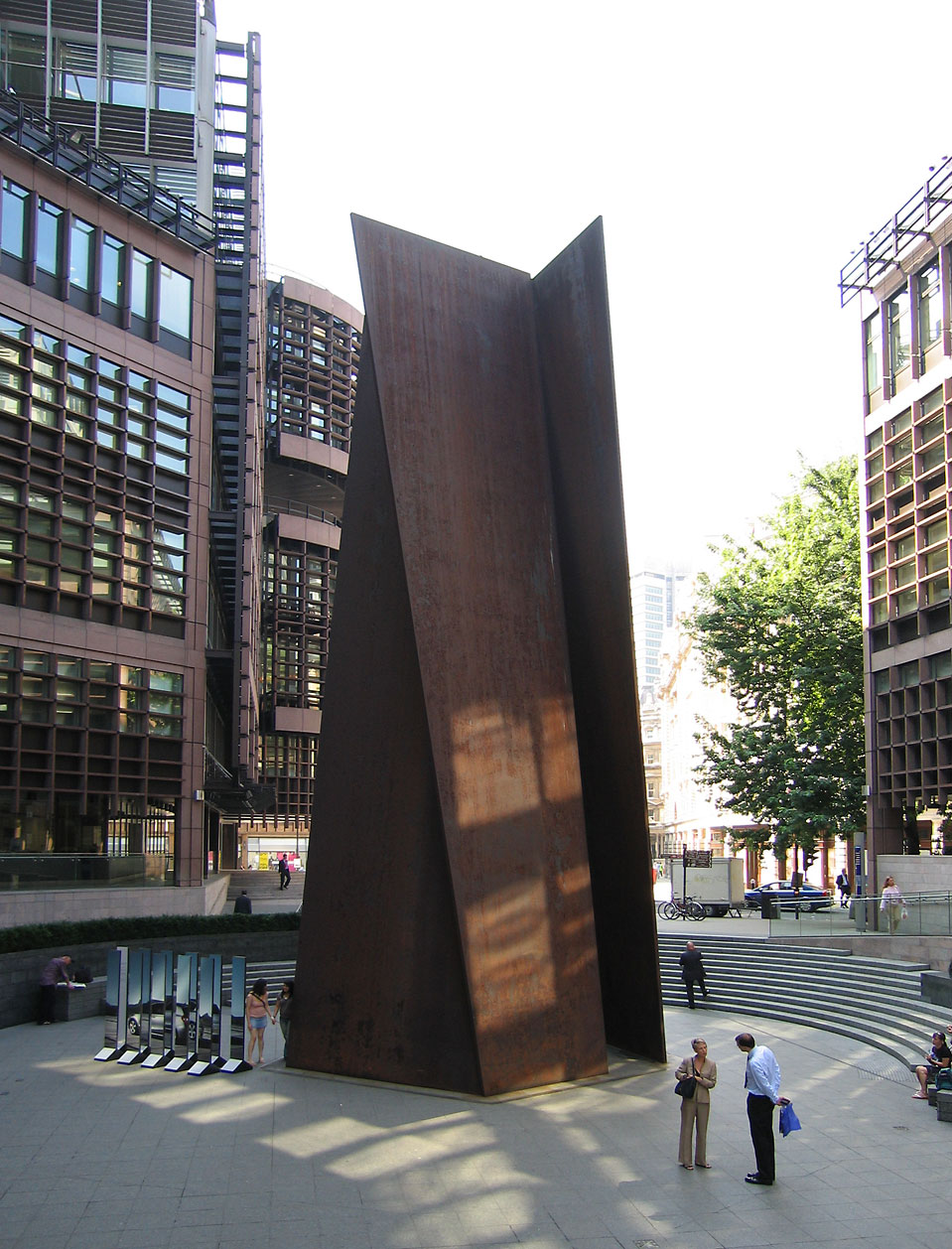
Fulcrum (1987) en Londres/Inglaterra de Richard Serra

El acero corten fue patentado por la United States Steel Corporation en 1933 que lo lanzó como un acero de baja aleación con 0,2-0,5 % de cobre, 0,5-1,5 % de cromo y 0,1- 0,2 % de fósforo. La composición a lo largo de los años ha sido objeto de algunos cambios, como la introducción de 0,4 % de níquel, la reducción del fósforo a 0,04 %, así como la adición de pequeñas cantidades de otros elementos, capaces de mejorar su resistencia mecánica. Actualmente se puede obtener aceros corten con una resistencia en el límite de elasticidad de hasta 580 MPa.
En los años 60, se levantó el primer edificio utilizando este tipo de acero, la sede de la compañía estadounidense John Deere. Desde ese momento, su aplicación ha aumentado significativamente, y hoy en día se encuentra en importantes obras arquitectónicas como el Centro Cultural CaixaForum en Madrid, el Jardín Botánico de Barcelona y el Palacio Euskalduna en Bilbao.

## Características

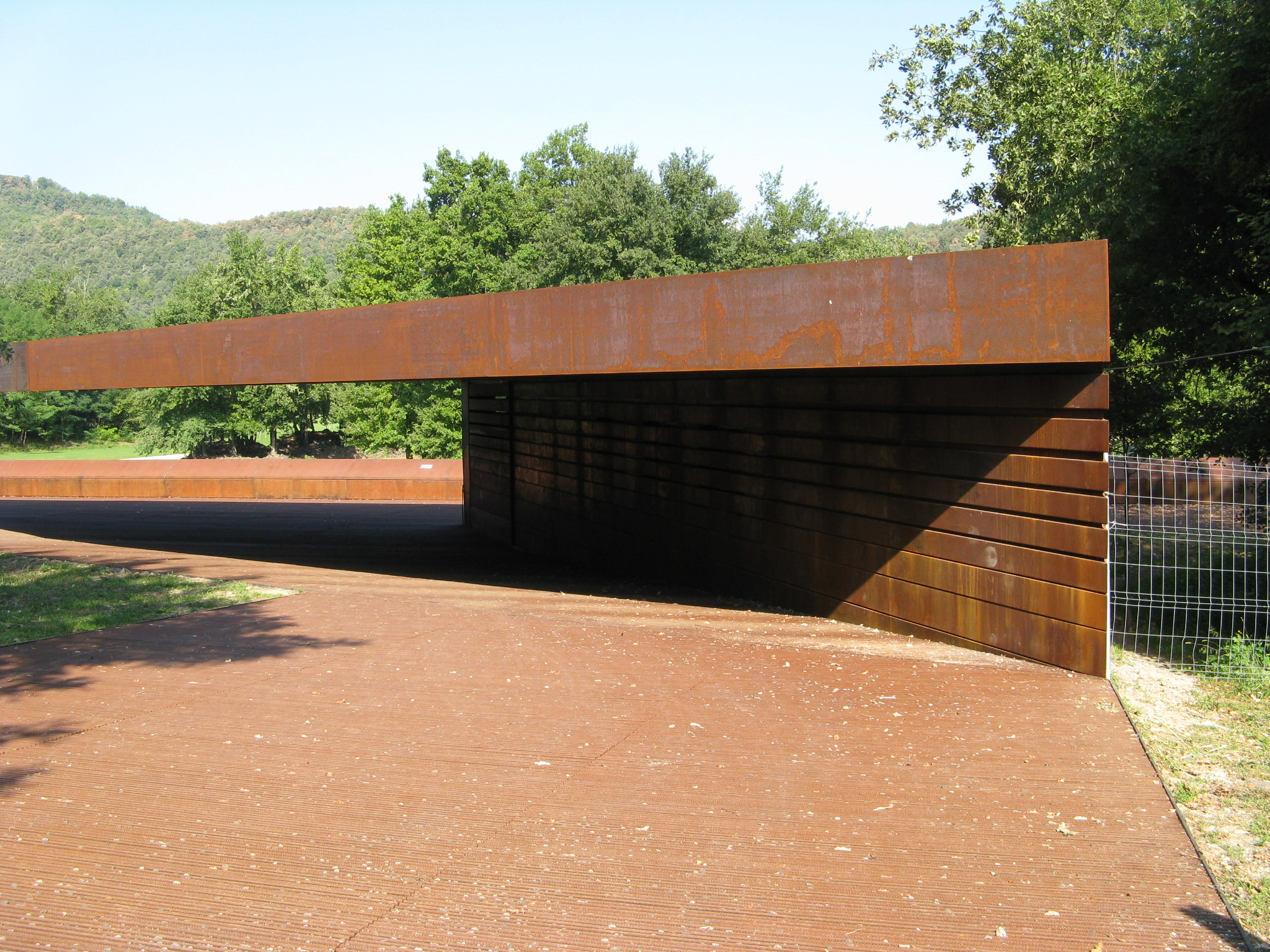
Parque Atlético Tossols en Olot, RCR Arquitectes.

La oxidación superficial del acero corten crea una película de óxido impermeable al agua y al vapor de agua que impide que la oxidación del acero prosiga hacia el interior de la pieza. Esto se traduce en una acción protectora del óxido superficial frente a la corrosión atmosférica, con lo que no es necesario aplicar ningún otro tipo de protección al acero como la protección galvánica o el pintado.

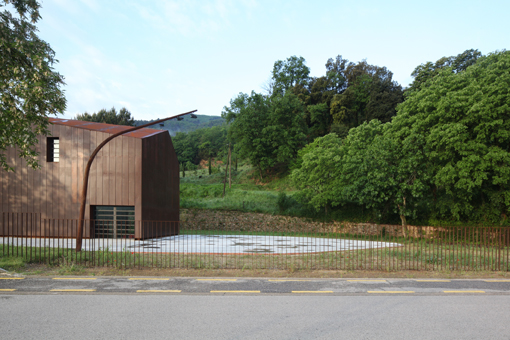
Parque de Bomberos de Amer, Mizien arquitectura.

El Acero Cor-ten tiene un alto contenido de cobre, cromo y níquel que hace que adquiera un color rojizo anaranjado característico. Este color varía de tonalidad según la oxidación del producto sea fuerte o débil, oscureciéndose hacia un marrón oscuro en el caso de que la pieza se encuentre en ambiente agresivo, como sucede cuando está a la intemperie. El uso de acero corten a la intemperie tiene la desventaja de que se desprenden con el agua partículas del óxido superficial, quedando en suspensión y siendo arrastradas, lo que resulta en unas manchas de óxido muy difíciles de quitar en el material que se encuentre debajo del acero corten.
En ambientes agresivos el acero corten se puede corroer a mayor velocidad (zonas costeras, áreas industriales, etc.), por lo que sería necesario aplicar un tratamiento anticorrosivo, con objeto de evitar dicha corrosión. Desde un punto de vista artístico, su color característico y sus cualidades químicas son muy valoradas por los escultores. Artistas como Eduardo Chillida, Marino de Teana, Josep Plandiura o Richard Serra lo utilizan frecuentemente en sus obras. Presenta gran versatilidad en la arquitectura. Por sus cualidades expresivas y por la poca necesidad de mantenimiento, su uso se ha extendido en las fachadas de los edificios, en elementos de paisajismo y en el mobiliario urbano.

## Aplicación a la integración paisajística

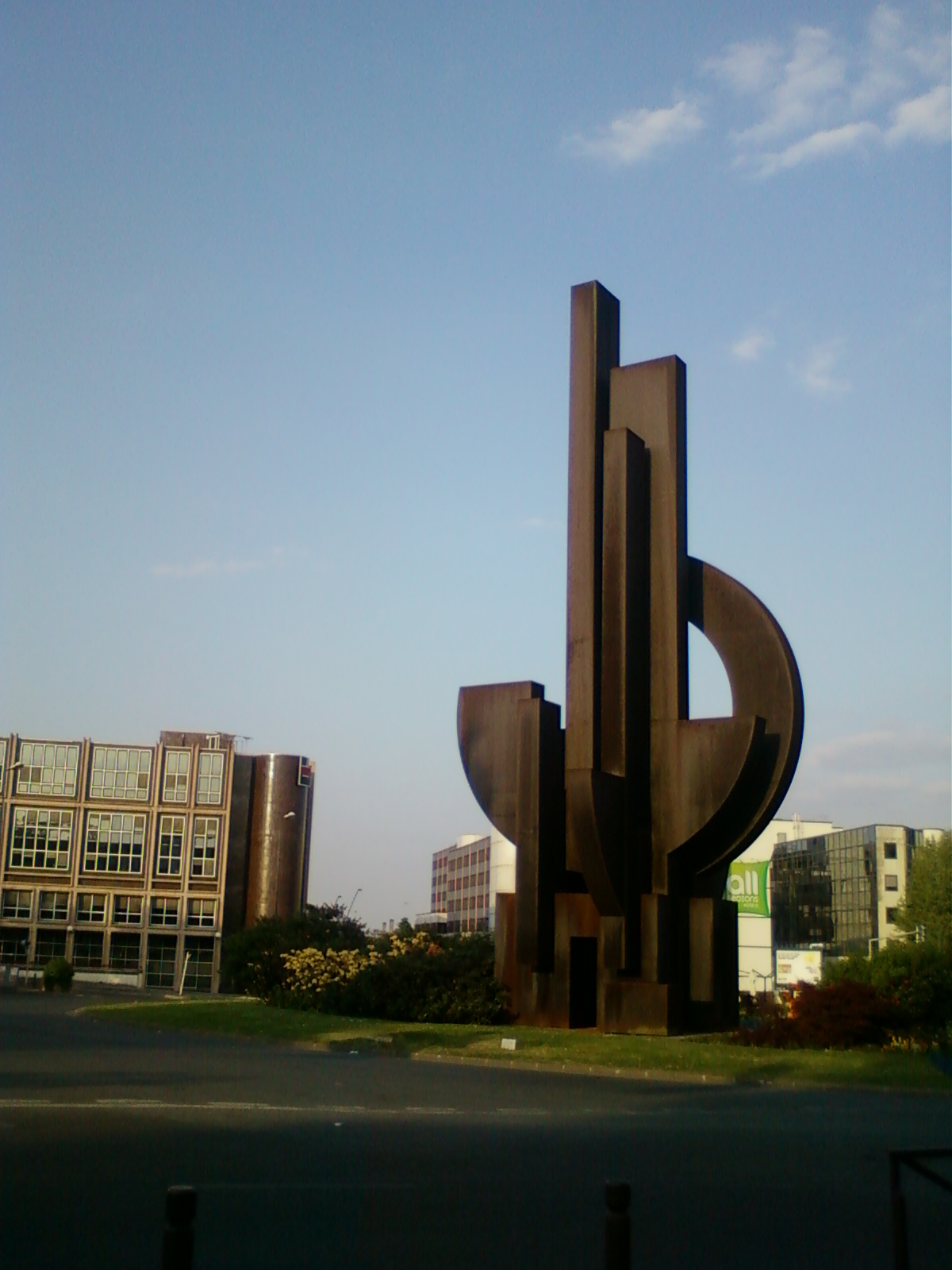
La Liberté (1990), en Fontenay-sous-Bois, Francia, de Marino de Teana, la escultura de acero más grande de Europa.

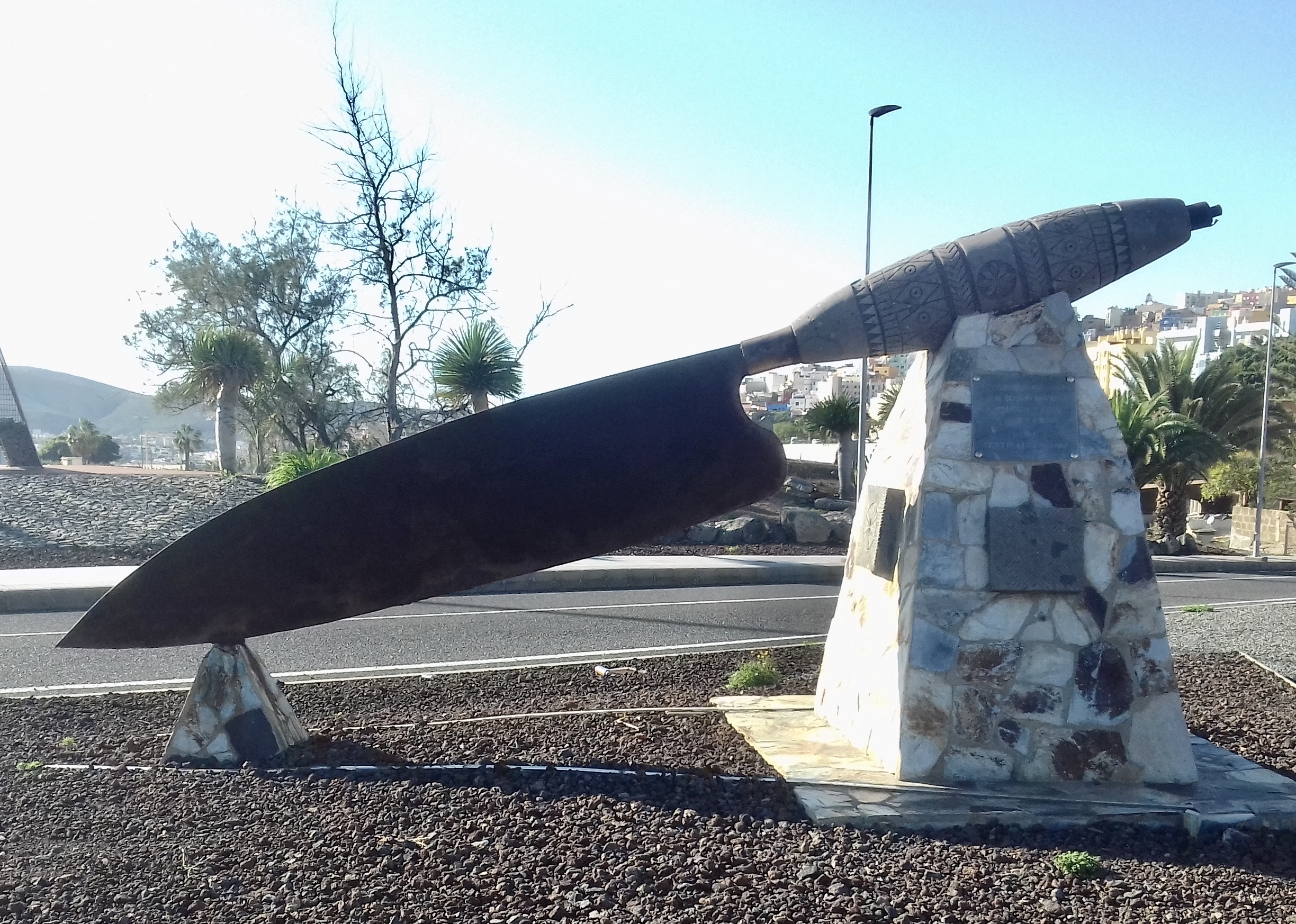
Monumento al cuchillo canario (2004), Guía de Gran Canaria.

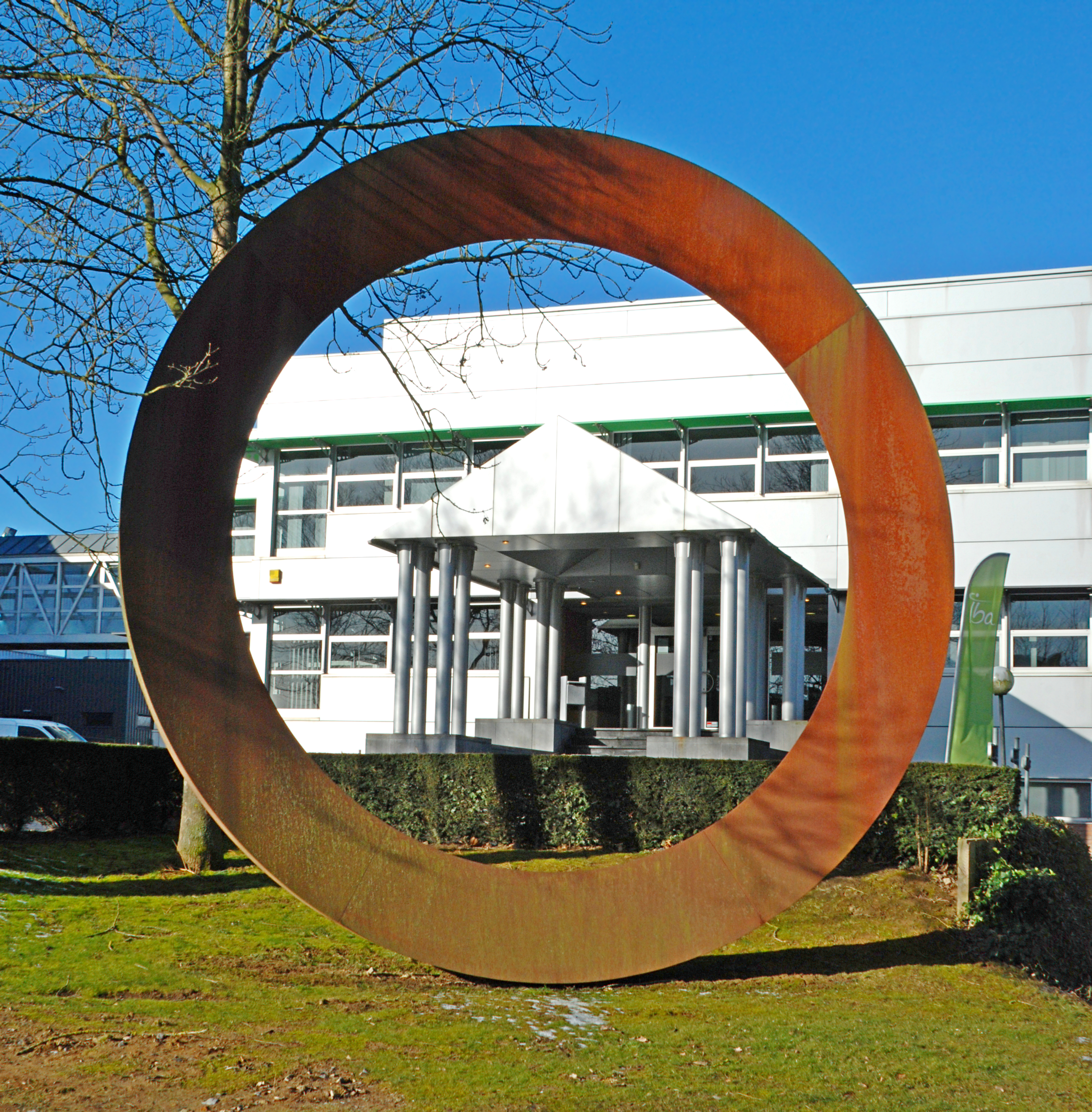
Anneau, Mauro Staccioli, Louvain-la-Neuve, Bélgica

Se ha reflejado en diversos escritos sobre integración de edificaciones y equipamientos en contexto rural (y también en el paisaje urbano) la conveniencia de que las ordenanzas y normativas homologuen materiales meteorizables o biocompatibles, es decir, que adquieran texturas y pátinas variables en función de la meteorología y la edad de la obra.
La herrumbre y el verdín, de colores cambiantes según la estación del año, pueden ir recubriendo un tejado metálico, adecuadamente tratado, sin perturbar su misión de cobertura. En efecto, el color del entorno natural está en constante mutación, y una vía de adaptación preferible al camuflaje (elección de un color intermedio o abigarrado que permanece invariable) es la flotación cromática y textural que se consigue con las superficies meteorizables. Ésta es una característica inherente a muchos de los materiales de la arquitectura popular (tapias y tejados), pero es posible incorporarla voluntariamente en el diseño metalúrgico o sintético de los nuevos materiales.
El Acero Cor-ten, así como otros metales oxidados o tratados (el cardenillo, por ejemplo), presentan condiciones favorables para ello. Numerosas obras de arquitectura en diversos contextos han sacado partido de las potencialidades expresivas e integradoras del acero corten. La pátina es un componente arquitectónico de intenso valor expresivo, que cabe codificar culturalmente.

## Desventajas
El uso de Acero Cor-ten en la construcción presenta varios desafíos. Asegurar que los puntos de soldadura se desgasten o corroan al mismo ritmo que el resto de los materiales puede requerir técnicas de soldadura o materiales especiales. El Acero Cor-ten no está a prueba de herrumbre en sí mismo. Si se permite que el agua se acumule en los bolsillos o hendiduras, esas áreas experimentarán mayores tasas de corrosión, por lo que la provisión para el drenaje deberá realizarse. El Acero Cor-ten es sensible a los climas subtropicales húmedos. En tales entornos, es posible que la pátina protectora pueda no estabilizarse, sino más bien, corroerse. Por ejemplo, el anterior Omni Coliseum , construido en 1972 en Atlanta, nunca detuvo su oxidación, y finalmente aparecieron grandes agujeros en la estructura. Este fue un factor importante en la decisión de demolerlo tan sólo 25 años después de la construcción. Lo mismo puede ocurrir en ambientes cargados de sal marina: El Aloha Stadium de Hawái, construido en 1975, es un buen ejemplo. El desgaste normal de la superficie de acero expuesta a la intemperie también puede dar lugar a manchas de óxido en las superficies cercanas.
La Torre U.S. Steel (U.S. Steel Tower) en Pittsburgh, Pensilvania, fue construida por EE. UU., en parte como demostración de las posibilidades del Acero Cor-ten. El desgaste inicial del material dio lugar a una coloración de las aceras circundantes de la ciudad, así como de otros edificios cercanos. La Corporación  U.S. Steel orquestó un esfuerzo de limpieza para limpiar las marcas, una vez se comprobó que el desgaste inicial se había completado. Algunas de las aceras cercanas quedaron sin limpiar, y actualmente siguen teniendo color de óxido. Este problema se ha reducido en nuevas formulaciones del Acero Cor-ten. La tinción se puede prevenir si la estructura se diseña de manera que el agua no drene del acero al hormigón, donde las manchas son especialmente visibles.